# Germain Dupré
Pour les articles homonymes, voir Dupré.

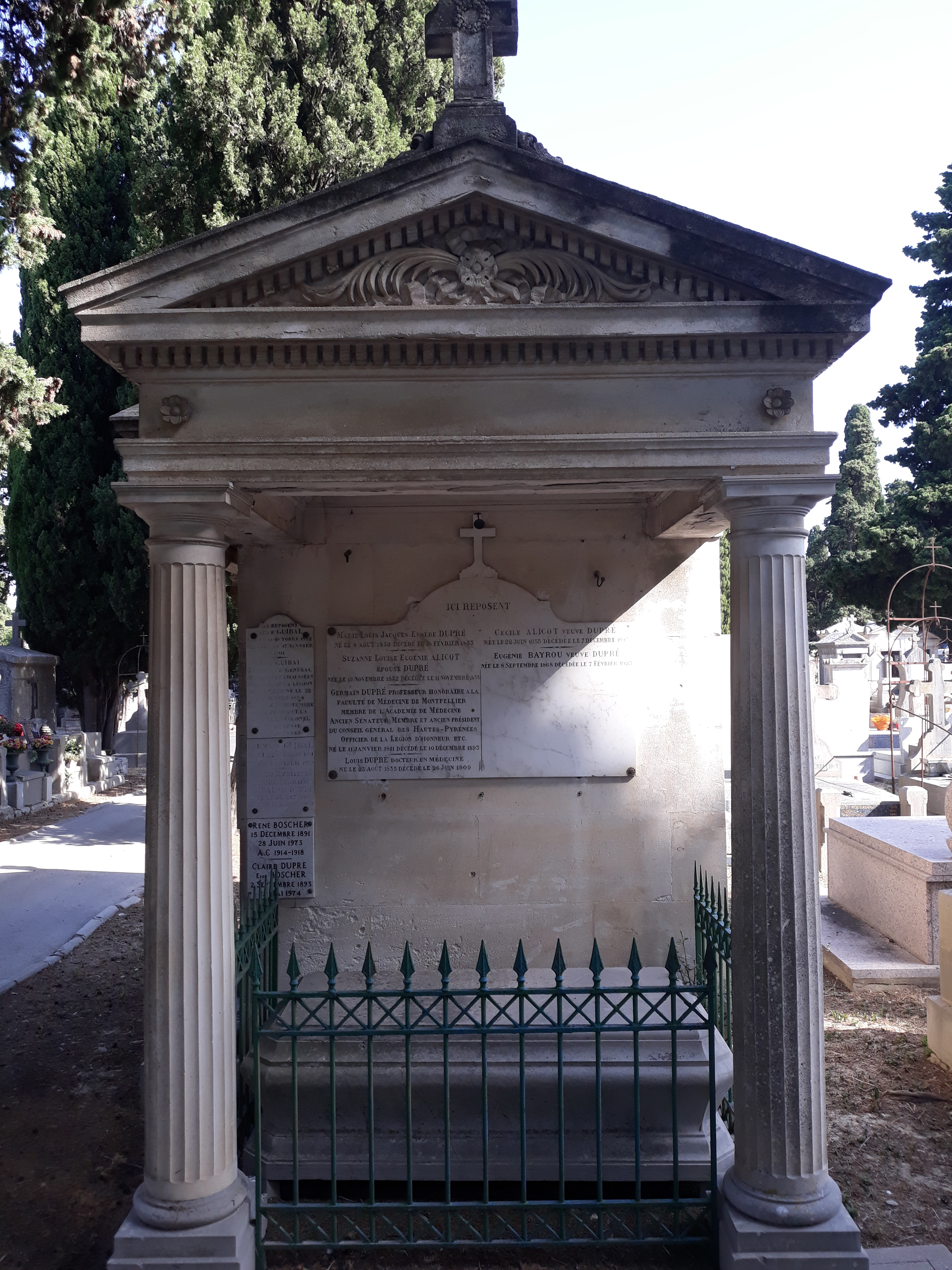
Sépulture de Germain Dupre au Cimetière Saint-Lazare de Montpellier.

Germain Dupré, né le 10 janvier 1811 à « Argelès-de-Bigorre » (Hautes-Pyrénées) et mort le 10 décembre 1893 à Montpellier, est un médecin et homme politique français du XIXe siècle.

## Biographie
Germain Dupré étudie la médecine à la faculté de médecine de Montpellier, est reçu docteur (1834), puis agrégé, et devient professeur de clinique médicale de cette faculté.
Le canton de Tarbes le nomme, en 1871, membre du conseil général des Hautes-Pyrénées. D'abord vice-président de cette assemblée, puis président (1878-1879 et 1880-1882), il se présente une première fois, sans succès, aux élections sénatoriales du 30 janvier 1876, comme candidat républicain, dans les Hautes-Pyrénées : il obtient 265 voix.
Il entre au Sénat lors du renouvellement du 8 janvier 1882, avec 371 voix sur 530 votants. Il siège à gauche, vote :
- pour la réforme judiciaire,
- pour le divorce,
- pour la « politique opportuniste » des républicains modérés et les ministères de gauche qui se sont succédé.

En dernier lieu il s'est prononcé :
- pour le rétablissement du scrutin d'arrondissement,
- pour le projet de loi Lisbonne restrictif de la liberté de la presse,
- il s'est abstenu sur la procédure à suivre devant le Sénat pour juger les attentats contre la sûreté de l'État (affaire du général Boulanger).

En 1888, il préside la « Commission relative au projet de loi portant modification de la convention entre la France et l'Espagne pour l'exercice de la pêche dans la Bidassoa ».
Sa dernière activité parlementaire digne d'être retenue fut la présidence de la « Commission relative à la création d'une école de santé de la marine ».
On cite de lui des Considérations cliniques sur les fluxions de poitrine de nature catarrhale (1860), et un ouvrage sur la Liberté de l'enseignement médical (1865). Il avait aussi traduit du latin le Manuel de clinique médicale, ou Principes de clinique interne de Johann Valentin Hildenbrand (de), avec une préface (chez G. Baillière, 1849).

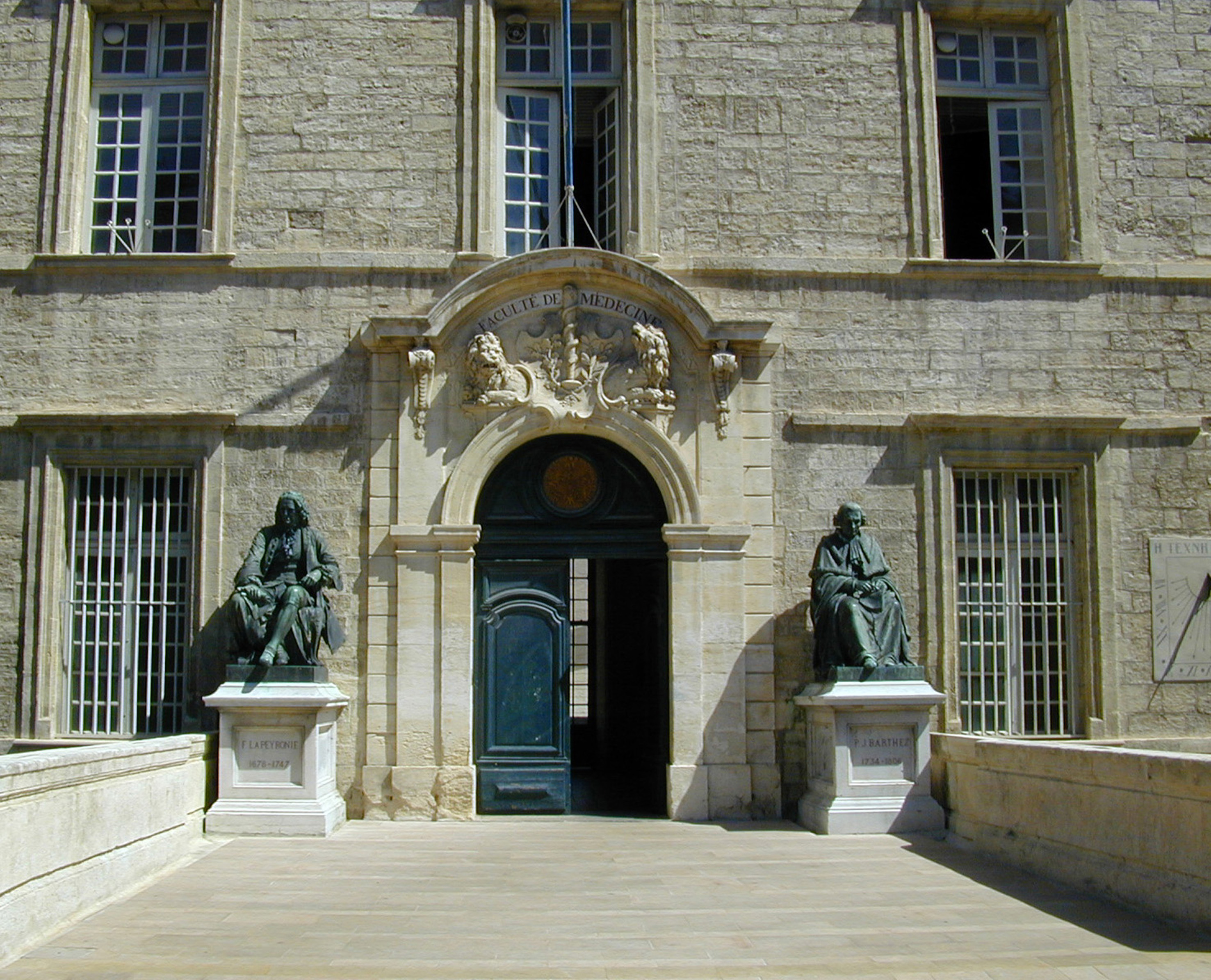
Statues de Paul-Joseph Barthez et Lapeyronie devant la Faculté de médecine de Montpellier.

Il prononça le discours d'inauguration des statues de Lapeyronie et Barthez, le 15 novembre 1864 à la Faculté de médecine de Montpellier (discours imprimé par Gras, 18 pages).
Membre de l'Académie des Sciences et Lettres de Montpellier (1849, chaire de médecine no XII), correspondant de l'Académie de médecine et officier de la Légion d'honneur, il fut confirmé dans le titre de chevalier héréditaire à la mort de son père (1852).
Une huile sur toile représentant Germain Dupré, en buste, vêtu du manteau d'apparat rouge bordé de fourrure blanche de Professeur de clinique médicale (1852-1886) est visible à la faculté de médecine de Montpellier.

## Distinctions
- Officier de la Légion d'honneur.

## Union et postérité
Fils de Jacques-Romain Dupré (°1771 - Loriol ✝ 26 janvier 1852 - « Argelès-de-Bigorre » (Hautes-Pyrénées)), retraité capitaine, chevalier de la Légion d'honneur (25 prairial an XII, 14 juin 1804), chevalier de l'Empire et de Marie-Anne Ducor.
Germain Dupré avait une sœur, Marie Sophie Jacqueline (né en 1812 ou 1813, morte en 1883 à Valentine (Haute-Garonne)), épouse de Napoléon Foch (1803-1880), fonctionnaire de l'administration préfectorale, et mère de Ferdinand Foch, maréchal de France.
Dupré se maria trois fois du fait que ses deux premières épouses décédèrent jeunes encore. Agrégé en 1839 et touchant au but qu'il avait poursuivi : l'enseignement supérieur après ses débuts de vie adulte consacrés aux études, aux concours, à l'exercice de ses fonctions dans les hôpitaux, les partis de son âge n'étaient plus disponibles.
À 38 ans, il épousa à Bayonne en 1849 Maria Ignacia Guadeloupe Garcia de Quevedo 1825-1852, espagnole, fille du consul de France Manuel Garcia de Quevedo, elle avait 24 ans, baptisée à Guadalajara, province de Jalisco, Mexique, domiciliée à Montpellier. Malheureusement, Germain, - quelques mois après avoir enterré son père, le chevalier Jacques-Romain Dupré, - non seulement se trouva veuf, son épouse décédant à Tarbes en juin 1852 mais il perdit moins d'un an après, le fils unique de cette union, âgé de 18 mois.
- Marie Louis Jacques Eusèbe Dupré (septembre 1851Cauterets ✝ 18 février 1853 Montpellier).

Dupré s'allia alors en 1854 à l'une des grandes familles locales, les Alicot, au moment où leur lignée de notaires dont le premier remonte au début du 17e siècle puis, notamment à Montpellier, devenait celle d’hommes de droit et politiques. C’est au Magistrat  Eugène Alicotqu’il demanda la main de leur fille ainée Eugénie ; le mariage eut lieu le 18 octobre 1854, à Montpellier, il en naquit un fils :
- Jacques Louis (25 août 1855 - Montpellier ✝ après 1924 - Montpellier), docteur en médecine, médecin-major au 122e régiment d'infanterie ; marié le 18 mai 1892 avec Eugénie Baylou.

Décidément nouveau malheur, deux mois après l'avoir mis au monde, cette mère, Eugénie Dupré, s'éteignait ; sa sœur cadette Cécile Alicot, fille d'Eugène Alicot précédemment cité, avait 22 ans ; de nouveau veuf, Germain l'épousa le 31 août 1857 à Montpellier, elle était sa belle-sœur et lui survécut, quatre enfants naquirent de cette troisième et dernière union : 
- Marie Jeanne Sophie Suzanne Paschale 1856-1910, — l'ainée de ses filles, recevant les prénoms de sa parenté (Marie Ducor, Jean, premier prénom de son grand-père, celui de sa tante Mme Sophie Foch[15] et de Suzanne Rouvière) — mariée le 9 septembre 1884 à Paris 6ème[16] avec l'architecte parisien Norbert Maillart dont postérité ;

- Jacques Louis Alfred François Germain Michel[17] (né le 19 juin 1858 - Montpellier), préfet des Basses-Alpes (1906), préfet des Pyrénées-Orientales (12 juillet 1907 - 4 décembre 1907), préfet de l'Allier (28 mai 1908 - 21 août 1909), chevalier de la Légion d'honneur, marié le 7 janvier 1885 avec Jeanne Zambeaux dont Jean-Jacques Alicot ;
- Suzanne (née le 28 avril 1860), mariée avec Antoine de Andreis (né en 1847), banquier à Marseille, dont postérité :
- Sophie Michelette Claire Germaine Cécile, mariée avec Pierre Marie Élie Guibal (1854-1914), polytechnicien (X 1874), Ingénieur en chef des ponts et Chaussées .

En 1888, Germain Dupré déclare le décès d'Eugène Foch, son petit-neveu, fils de Ferdinand Foch, mort à l'âge de 11 jours.